# マルセロ・マルティーニ・ラバルテ
マルセロ・マルティーニ・ラバルテ（Marcelo Martini Labarthe, 1984年8月12日 - ）は、ブラジル・リオグランデ・ド・スル州ポルト・アレグレ出身のプロサッカー選手。ポジションはミッドフィールダー。

## 経歴
SCインテルナシオナルのユースから2004年にトップチームに昇格し、翌年にはポルトガルのスポルティングCPへ移籍した。その後、ヴィトーリア・セトゥーバルなどポルトガル国内のいくつかのクラブを経て、2007年にグレミオに入団し、ブラジルに復帰した。
2008年12月に来日し、テストを経てヴァンフォーレ甲府に期限付き移籍で加入。ボランチとして期待されたが、甲府のシステムになじめず外国人選手枠の都合もあり、5月14日に退団が発表された。結局甲府では公式戦の出場機会はなく、4月に行なわれたTAKE ACTION F.C.とのチャリティーマッチに途中出場したのみであった。

## 所属クラブ
- 2004年 - 2005年  SCインテルナシオナル
- 2005年  スポルティング・クルーベ・デ・ポルトゥガル
- 2005年 - 2006年  SCベイラ・マル
- 2006年 - 2007年  ヴィトーリアFC (ポルトガル)
- 2007年 - 2008年  グレミオFBPA
- 2009年2月 - 2009年5月  ヴァンフォーレ甲府
- 2009年  ウベルランジアEC
- 2010年  SERカシアス・ド・スル
- 2010年  ウベルランジアEC
- 2011年  ECサン・ジョゼ
- 2012年  コメルシアウFC (リベイラン・プレト)（ポルトガル語版）
- 2012年 - 2013年  FCプラタニアス
- 2014年  AAアパレシデンセ
- 2014年  CAジュベントス (サンタカタリーナ州)（ポルトガル語版）
- 2015年  AAアパレシデンセ
- 2015年  SCコリンシャンズUSA（英語版）
- 2016年  アソシアソン・ポルトゥゲーザ・ジ・デスポルトス
- 2016年  イピランガFC
- 2017年  イツンビアラEC
- 2017年  クルーベ・ド・レモ

## 個人成績
| 国内大会個人成績 | 国内大会個人成績   | 国内大会個人成績 | 国内大会個人成績 | 国内大会個人成績             | 国内大会個人成績 | 国内大会個人成績 | 国内大会個人成績 | 国内大会個人成績 | 国内大会個人成績 | 国内大会個人成績 | 国内大会個人成績 |
| 年度             | クラブ             | 背番号           | リーグ           | リーグ戦                     | リーグ戦         | リーグ杯         | リーグ杯         | オープン杯       | オープン杯       | 期間通算         | 期間通算         |
| 年度             | クラブ             | 背番号           | リーグ           | 出場                         | 得点             | 出場             | 得点             | 出場             | 得点             | 出場             | 得点             |
| ブラジル         | ブラジル           | ブラジル         | ブラジル         | リーグ戦                     | リーグ戦         | ブラジル杯       | ブラジル杯       | オープン杯       | オープン杯       | 期間通算         | 期間通算         |
| ---------------- | ------------------ | ---------------- | ---------------- | ---------------------------- | ---------------- | ---------------- | ---------------- | ---------------- | ---------------- | ---------------- | ---------------- |
| 2004             | インテルナシオナル |                  | セリエA          |                              |                  |                  |                  |                  |                  |                  |                  |
| 2005             | インテルナシオナル |                  | セリエA          |                              |                  |                  |                  |                  |                  |                  |                  |
| ポルトガル       | ポルトガル         | ポルトガル       | ポルトガル       | リーグ戦                     | リーグ戦         | リーグ杯         | リーグ杯         | ポルトガル杯     | ポルトガル杯     | 期間通算         | 期間通算         |
| 2005             | スポルティングCP   |                  |                  |                              |                  |                  |                  |                  |                  |                  |                  |
| 2005-06          | ベイラ・マル       |                  |                  |                              |                  |                  |                  |                  |                  |                  |                  |
| 2006-07          | ヴィトーリアFC     |                  |                  |                              |                  |                  |                  |                  |                  |                  |                  |
| ブラジル         | ブラジル           | ブラジル         | ブラジル         | リーグ戦                     | リーグ戦         | ブラジル杯       | ブラジル杯       | オープン杯       | オープン杯       | 期間通算         | 期間通算         |
| 2007             | グレミオ           |                  | セリエA          |                              |                  |                  |                  |                  |                  |                  |                  |
| 2008             | グレミオ           |                  | セリエA          |                              |                  |                  |                  |                  |                  |                  |                  |
| 日本             | 日本               | 日本             | 日本             | リーグ戦                     | リーグ戦         | リーグ杯         | リーグ杯         | 天皇杯           | 天皇杯           | 期間通算         | 期間通算         |
| 2009             | 甲府               | 15               | J2               | 0                            | 0                | -                | -                | 0                | 0                | 0                | 0                |
| 通算             | ブラジル           | ブラジル         | セリエA          | \|\|\|\|\|\|\|\|\|\|\|\|\|\| |                  |                  |                  |                  |                  |                  |                  |
| 通算             | ポルトガル         | ポルトガル       |                  | \|\|\|\|\|\|\|\|\|\|\|\|\|\| |                  |                  |                  |                  |                  |                  |                  |
| 通算             | 日本               | 日本             | J2               | \|\|\|\|\|\|\|\|\|\|\|\|\|\| |                  |                  |                  |                  |                  |                  |                  |
| 総通算           | 総通算             | 総通算           | 総通算           | \|\|\|\|\|\|\|\|\|\|\|\|\|\| |                  |                  |                  |                  |                  |                  |                  |